# Norbert Sauer (Fußballspieler)
Norbert Sauer (* 16. Dezember 1949) ist ein ehemaliger deutscher Fußballtorwart.

## Karriere
Sauer wechselte 1970 vom SSV 1921 Mülheim-Kärlich zum 1. FC Saarbrücken. Mit Saarbrücken feierte er seine größten sportlichen Erfolge, in der Saison 1975/76 schaffte er mit seinen Mitspielern den Aufstieg in die Bundesliga. Nach zwei Jahren als Nummer zwei im Tor hinter Dieter Ferner und acht Spielen im Oberhaus des deutschen Fußballs, stieg er mit dem FCS wieder in die 2. Bundesliga ab. Nach einem Jahr wechselte er zum Ligarivalen VfR Bürstadt und spielte zwei weitere Jahre in der 2. Bundesliga.